# Нильссон, Отто
Свен Отто Нильссон (швед. Sven Otto Nilsson; 26 февраля 1879, Гётеборг — 10 ноября 1960, Гётеборг) — шведский легкоатлет, призёр летних Олимпийских игр 1908.
На Играх 1908 в Лондоне Нильссон участвовал в трёх дисциплинах. Он занял третье место в метании копья, а в метании диска и копья вольным стилем его результаты неизвестны.
На следующей Олимпиаде 1912 в Стокгольме Нильссон стал восьмым в метании копья двумя руками, десятым в метании копья одной рукой и 40-м в метании диска.